# JUnit
A JUnit egy egységteszt-keretrendszer Java programozási nyelvhez.
A tesztvezérelt fejlesztés (TDD) szabályai szerint ez annyit tesz, hogy a kód írásával párhuzamosan fejlesztjük a kódot tesztelő osztályokat is (ezek az egységtesztek). Ezeken egységtesztek karbantartására, csoportos futtatására szolgál ez a keretrendszer. A JUnit-teszteket gyakran a build folyamat részeként szokták beépíteni. Pl. napi build-ek esetén ezek a tesztek is lefutnak. A release akkor hibátlan, ha az összes teszt hibátlanul lefut.
A JUnit a egységteszt-keretrendszerek családjába tartozik, melyet összességében xUnit-nak hívunk, amely eredeztethető a SUnitból.
JUnit keretrendszer fizikailag egy JAR fájlba van csomagolva.
A keretrendszer osztályai következő csomag alatt található:
- JUnit 3.8-as ill. korábbi verzióiban a junit.framework alatt találhatók
- JUnit 4-es ill. későbbi verzióiban org.junit alatt találhatók

## Példa egy JUnit tesztre
Egy tetszőleges nevű tesztosztályban a teszt metódusokat meg kell jelölni a @Test annotációval. Lehetőség van definiálni olyan metódust, amely a teszt előtt (ill. utána) hajtódik végre. Ezeket @Before ill. @After annotációval kell megjelölni. A @BeforeClass annotációval megjelölt metódus az első teszt metódus meghívása előtt lefut, ill. az utolsó teszt metódus végrehajtása után az @AfterClass annotációval megjelölt metódus fut le. Az @Ignore annotációval megjelölt teszt nem fut le a teszt osztály futtatása során. Lehetőség van időtúllépést megadni ezredmásodpercben, pl. @Test(timeout=1000). Amennyiben a megadott időkeretet túllépi a teszt, a futása meg fog szakadni és Exception fog kiváltódni.
```
import
 
org.junit.*
;

public
 
class
 
TestFoobar
 
{

    
@BeforeClass

    
public
 
static
 
void
 
setUpClass
()
 
throws
 
Exception
 
{

        
// első test metódus előtt végrehajtandó kód

    
}

    
@AfterClass

    
public
 
static
 
void
 
tearDownClass
()
 
throws
 
Exception
 
{

        
// az utolsó test metódus után végrehajtandó kód

    
}

    

    
@Test
(
timeout
=
1000
)
    

    
public
 
void
 
testOneThing
()
 
{

        
// egy dolog tesztelésére szolgáló kód - időtullépés megadásával

    
}

 

    
@Test

    
public
 
void
 
testAnotherThing
()
 
{

        
// másik dolog tesztelésére szolgáló kód

    
}

 

    
@Test

    
public
 
void
 
testSomethingElse
()
 
{

        
// egyéb másik dolog tesztelésére szolgáló kód

    
}

    
@Ignore

    
public
 
void
 
testSomethingElse
()
 
{

        
// egyéb másik dolog tesztelésére szolgáló kód - nem fog végrehajtódni

    
}

    
@Before

    
public
 
void
 
setUp
()
 
throws
 
Exception
 
{

        
// minden test előtt végrehajtandó metódus

    
}

 

    
@After

    
public
 
void
 
tearDown
()
 
throws
 
Exception
 
{

        
// minden test után végrehajtandó metódus

    
}

}

```

## Portolás más nyelvekre
JUnit-ot alapul véve más programozási nyelvekre is megírták (portolták) ezt az egységteszt-keretrendszert. Ezek a következő nyelvek ill. keretrendszerek:
- ActionScript (FlexUnit)
- Ada (AUnit Archiválva 2011. szeptember 27-i dátummal a Wayback Machine-ben)
- C (CUnit)
- C# (NUnit)
- C++ (CPPUnit2)
- Fortran (fUnit)
- Delphi (DUnit)
- Pascal (programozási nyelv) (FPCUnit)
- JavaScript (JSUnit)
- Objective-C (OCUnit)
- Perl (Test::Class és Test::Unit)
- PHP (PHPUnit)
- Python (PyUnit)
- R (RUnit)
- Haskell (HUnit)
- Qt (QTestLib)